# Lefty Frizzell
William Orville Frizzell, detto Lefty (Corsicana, 31 marzo 1928 – Goodlettsville, 19 luglio 1975), è stato un musicista e cantautore statunitense di musica country negli anni cinquanta, esponente di punta dello stile honky tonk.
Il suo stile rilassato del canto è stato di grande influenza sulle successive stelle Merle Haggard e Willie Nelson.

## Biografia
Frizzell è nato a Corsicana, Texas, ma si è trasferito con la sua famiglia poco dopo la sua nascita a El Dorado, in Arkansas, dove rimasero fino agli anni quaranta.
Frizzell ha iniziato a suonare la chitarra molto giovane e all'età di 12 anni, appariva regolarmente in uno show per bambini nella stazione radio locale KELD.
Contribuì alla stesura della colonna sonora di L'ultimo spettacolo di Peter Bogdanovich.

## Discografia
| Anno | Album                                              | US Country | Etichetta       |
| ---- | -------------------------------------------------- | ---------- | --------------- |
| 1951 | Songs of Jimmie Rodgers                            |            | Columbia        |
| 1952 | Listen to Lefty                                    |            | Columbia        |
| 1959 | One and Only                                       |            | Columbia        |
| 1964 | Saginaw, Michigan                                  | 2          | Columbia        |
| 1965 | Sad Side of Love                                   |            | Columbia        |
| 1966 | Greatest Hits                                      |            | Columbia        |
| 1966 | Great Sound                                        |            | Columbia        |
| 1967 | Mom and Dad's Waltz                                |            | Columbia        |
| 1968 | Puttin' On                                         |            | Columbia        |
| 1968 | Signed, Sealed and Delivered                       |            | Columbia        |
| 1973 | Lefty Frizzell Sings the Songs of Jimmie Rodgers   | 27         | Columbia        |
| 1973 | Mark of Time                                       |            | ABC             |
| 1974 | The Legendary Lefty Frizzell                       | 37         | ABC             |
| 1975 | Classic Style                                      |            | ABC             |
| 1975 | Remembering... The Greatest Hits of Lefty Frizzell | 43         | Columbia        |
| 1977 | ABC Collection                                     |            | ABC             |
| 1997 | Look What Thoughts Will Do                         |            | Columbia/Legacy |